# فرودگاه هلیکوپتر رانیز
 فرودگاه هلیکوپتر رانیز (به انگلیسی: Rainier Heliport) یک فرودگاه خصوصی است . این فرودگاه در کشور ایالات متحده آمریکا قرار دارد و در ارتفاع ۴ متری از سطح دریا واقع شده‌است.